# جيفري موران
جيفري موران (بالإنجليزية: Jeffrey Moran)‏ هو سياسي أمريكي، ولد في 23 ديسمبر 1946 في الولايات المتحدة. حزبياً، نشط في الحزب الجمهوري. وقد انتخب عضو جمعية نيوجيرسي العامة.